# 大衝龍
大衝龍（學名："Dachongosaurus"）是一屬未曾被描述的恐龍，化石是至少一個部分身體骨骼，被發現於中國雲南省的下祿豐組，地質年代為侏羅紀早期（錫內穆階至普連斯巴奇階） 。大衝龍目前是個無資格名稱，並認為是屬於蜥腳下目，可能是鯨龍科。
模式種是雲南大衝龍（"D. yunnanensis"），是由趙喜進在1985年提及。如同其他在1983年至1985年期間由趙喜進提及的非正式恐龍名稱，並沒有甚麼化石材料被公佈，牠們的化石可能會被重新研究，並建立新的學名。

## 外部連結
- http://dml.cmnh.org/1999Nov/msg00507.html（页面存档备份，存于）
- https://web.archive.org/web/20071006033427/http://www.dinoruss.com/de_4/5a808af.htm
- https://web.archive.org/web/20071025002728/http://www.users.qwest.net/~jstweet1/sauropoda.htm